# Hauptbahnhof (metropolitana di Berlino)
Hauptbahnhof (letteralmente "stazione centrale") è una stazione della metropolitana di Berlino, capolinea occidentale della linea U5.
Si trova due piani sotto la stazione centrale di Berlino, ad est dei binari ferroviari nord-sud (binari 1-8). Ha una banchina ad isola ricoperta di granito, accessibile tramite tre scale e un ascensore.

## Interscambi
- Stazione ferroviaria (Berlino Centrale)[1]
- Fermata tram (S+U Hauptbahnhof, linee M5, M8 e M10)[2]
- Fermata autobus